# Porto Vera Cruz
Porto Vera Cruz is een gemeente in de Braziliaanse deelstaat Rio Grande do Sul. De gemeente telt 2.038 inwoners (schatting 2009).

## Aangrenzende gemeenten
De gemeente grenst aan Alecrim, Porto Lucena en Santo Cristo.

### Landsgrens
En met als landsgrens aan de gemeente Panambí in het departement Oberá en aan de gemeente Florentino Ameghino in het departement San Javier in de provincie Misiones met het buurland Argentinië. 